# ヴァイオリン協奏曲 (ミャスコフスキー)
ヴァイオリン協奏曲ニ短調作品44は、ニコライ・ミャスコフスキーが1938年に完成させたヴァイオリン協奏曲であり、チェロ協奏曲と共に演奏される機会が比較的多い。初演はこの作品を献呈されたダヴィッド・オイストラフの独奏により行われた。演奏時間は約35分。

## 楽曲構成
- 第1楽章 Allegro　ニ短調　　ソナタ形式
- 第2楽章　Adagio e molto cantabile　イ短調 - ハ長調　2分の2拍子　ソナタ形式
弦による叙情的な主題が提示された後、木管がこれに続く。
- 第3楽章　Allegro molto ― Allegro scherzoso　ロンド形式
変奏曲の要素を併せ持つ。